# Juan de Leví

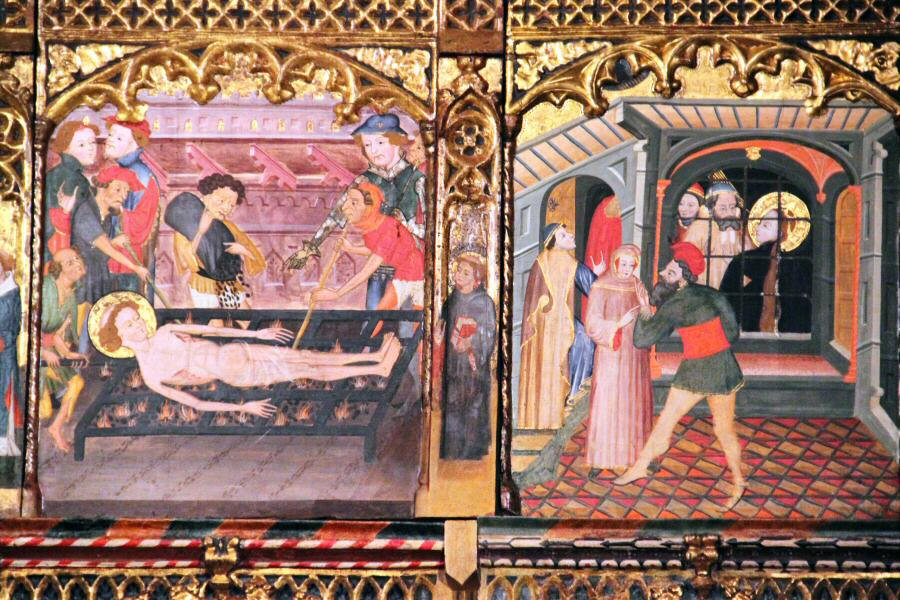
Tablas del Retablo de los santos Lorenzo, Prudencio y Catalina, Catedral de Tarazona.

Juan de Leví o Juan Leví fue un pintor gótico español avecindado en Zaragoza, documentado entre 1388 y 1407. Adscrito al estilo gótico internacional, está considerado como uno de los mejores maestros de esa escuela en la Corona de Aragón. Fue sobrino del pintor Guillén de Leví, que al no tener descendencia donó sus bienes a Juan en 1388. Es probable que ambos fuesen judíos conversos o descendientes de judeoconversos y naturales de Jarque (Zaragoza).

## Obras y atribuciones
La única obra documentada que se ha conservado es el retablo de Santa Catalina, san Lorenzo y san Prudencio de la catedral de Tarazona, pintado para la capilla funeraria de los hermanos Pérez Calvillo entre 1392 y 1402. Se documentan además otros retablos no conservados (Retablo de San Jaime, para la iglesia parroquial de Montalbán, Provincia de Teruel, 1403, y retablo de la iglesia de La Hoz de la Vieja, 1405) y se le han atribuido, a partir de la única obra segura, algunas otras obras, entre ellas los retablos de Santa Catalina de Alejandría de la catedral de Tudela y de Santa Elena de la iglesia de San Miguel Arcángel de Estella, ambos en Navarra, de atribución discutida por razones estilísticas y cronológicas.
Discípulo o seguidor suyo fue Nicolás Solana, activo en Daroca.